# Tucker Smallwood

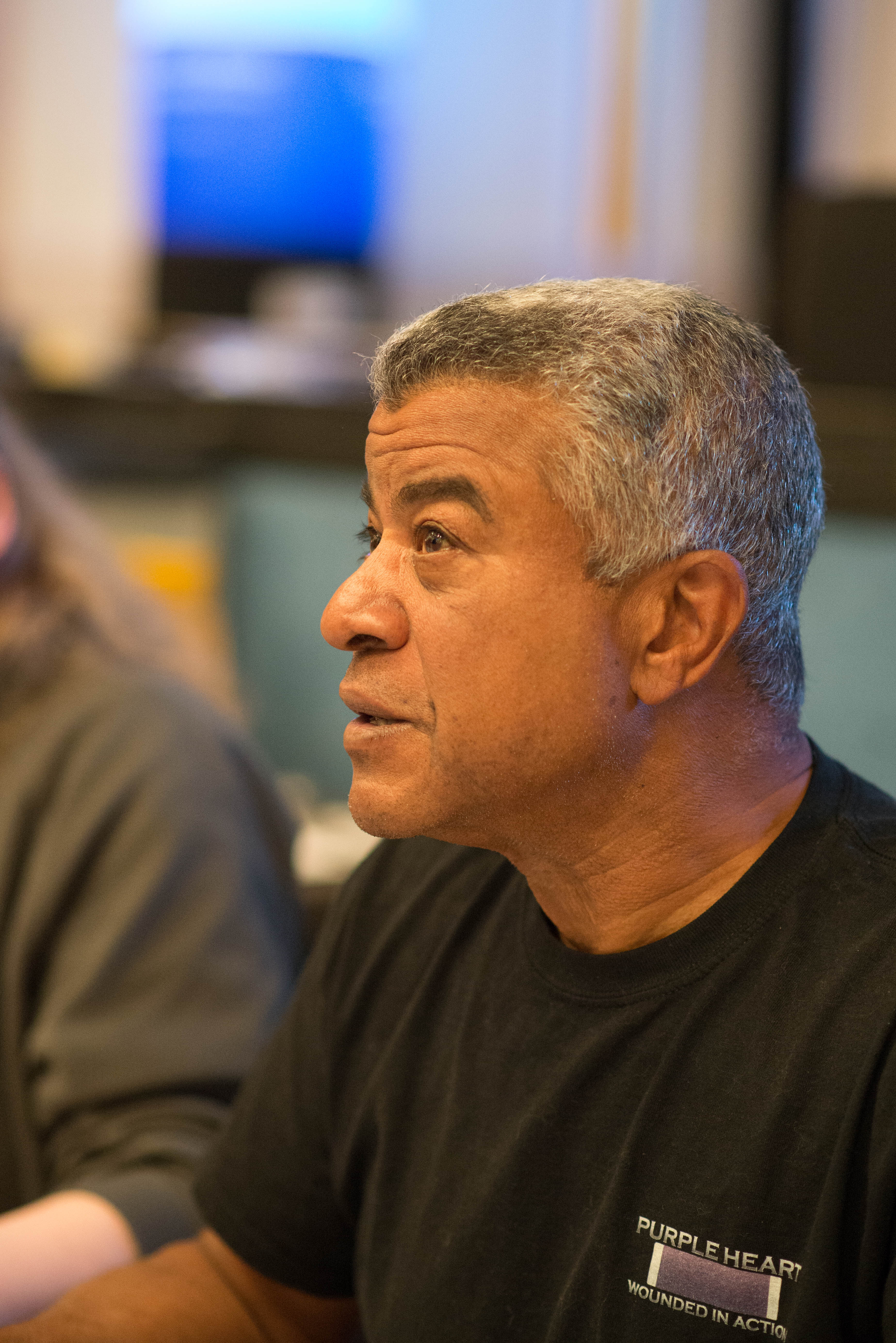
Tucker Smallwood (2016)

Tucker Smallwood (* 22. Februar 1944 in Washington, D.C.) ist ein US-amerikanischer Schauspieler und Autor.

## Leben
Als ältester Sohn einer Erzieherin und eines Diplomaten trat Tucker Smallwood 1967 in die US-Armee ein. Hier wurde er zum Offizier der Infanterie ernannt und diente als taktischer Offizier bei Fort Benning.
Smallwood versuchte sich an der vietnamesischen Sprache und leitete später ein mobiles Berater-Team während des Vietnamkriegs. Nach der Rückkehr aus Vietnam erholte sich Tucker Smallwood von seinen Kriegsverletzungen und zog nach New York, wo er Schauspiel am Neighborhood Playhouse studierte.
Er ist außerdem Autor und Erzähler des Hörbuches Return to Eden, einer Anthologie von 33 Essays, die sowohl seine Abenteuer als Militärberater in Vietnam beschreibt, als auch sein Leben als Schauspieler danach – und seine Rückkehr nach Vietnam im Jahre 2004.
Als passionierter Musiker sang er alle Stimmen auf dem Delta-Blues-Album „Incarnation: The Robert Johnson Project“.

## Filmografie (Auswahl)
- 1974: Jabberwocky (Fernsehserie)
- 1977: Das Cherry-Street-Fiasko (Contract on Cherry Street, Fernsehfilm)
- 1981: For Ladies Only (Fernsehfilm)
- 1984: Cotton Club (The Cotton Club)
- 1985: Das Schlitzohr (Turk 182)
- 1990: Aus Mangel an Beweisen (Presumed Innocent)
- 1995: Firehawk – Operation Intercept (Aurora: Operation Intercept)
- 1995: Babylon 5 (Fernsehserie, 1 Folge)
- 1995–1996: Space 2063 (Space: Above and Beyond, Fernsehserie, 16 Folgen)
- 1996: Black Sheep
- 1996: Bud & Doyle: Total bio. Garantiert schädlich. (Bio-Dome)
- 1996: Tom Clancy’s SSN (Computerspiel)
- 1996: The Spartans (Kurzfilm)
- 1996: Akte X (Folge 4x02)
- 1997: Contact
- 1997: America’s Most Wanted (Most Wanted)
- 1998: Kollision am Himmel (Blackout Effect)
- 1998: Jackpot – Krach in Atlantic City (Sour Grapes)
- 1998: Deep Impact
- 1998: Dee Snider’s Strangeland (Strangeland)
- 1998: Star Trek: Raumschiff Voyager (Star Trek: Voyager, Fernsehserie, 1 Folge)
- 1998: Millennium – Fürchte deinen Nächsten wie Dich selbst (Millennium, Fernsehserie, Folge 2x11)
- 1998–1999: Malcolm & Eddie (Fernsehserie, 7 Folgen)
- 2000: Traffic – Macht des Kartells (Traffic)
- 2001: The One
- 2002: Air Panic (Panic)
- 2003: Melvin Goes to Dinner
- 2003: Nur Hunde kommen in den Himmel (Quigley)
- 2003: Mirror Man (Kurzfilm)
- 2003–2004: Star Trek: Enterprise (Enterprise, Fernsehserie, 9 Folgen)
- 2004: Spectres
- 2004: The Eavesdropper
- 2005: Heads N TailZ
- 2005: Ultimate Spider-Man
- 2006: Final Move
- 2006: False Prophets
- 2006: Hood of Horror
- 2007: Fighting Words
- 2007: Flight of the Living Dead: Outbreak on a Plane
- 2007: Evan Allmächtig (Evan Almighty)
- 2007: Dark Mirror
- 2009: Black Dynamite
- 2015: Pixels